# 呉元
呉 元（朝鮮語: 오원）は、朝鮮氏族の和順呉氏の始祖である。新羅智証王時代に中国から新羅に渡来した呉瞻の24代子孫である宝城呉氏の始祖の呉賢弼の三男である。